# Rafael Gastón Pérez
Rafael Gastón Pérez (Managua, 26 de febrero de 1917 - 4 de febrero de 1962), músico y compositor nicaragüense.

## Biografía
Nació en Managua, el 26 de febrero de 1917. es la más difundida, no obstante, existen quienes la ubican el 22 de julio de 1915, y aseguran que fue inscrito como Manuel Rafael Pérez.
Su madre fue doña Escolástica Pérez.  Contrajo matrimonio con Isabel González Argüello con quien  procreó dos hijos: Rafael Gastón y Manuel Jerónimo. Entre sus amigos y el mundo del espectáculo era cariñosamente llamado el "Orej'e Burro". 
Desde los cinco años de edad ya ejecutaba la Marimba de arco de fuerte granadillo y conformó un trío con su madre y una tía, conocido como la "Pequeña Familia de los Managuas", que solía amenizar fiestas sociales en esa ciudad.
La inquietud musical de Gastón Pérez, le llevó a fundar magníficos conjuntos y orquestas como: "Black Cats", "La Marimba Estudiantil" de don Abraham Sánchez, "Casino Olímpico".
En poco tiempo se constituyó en una reconocida figura de la canción romántica nicaragüense, destacó como gran compositor y músico, logrando tal popularidad que trascendió las fronteras de su país fundamentalmente debido a la forma virtuosa y perfecta de ejecutar la trompeta, su instrumento predilecto pues fue polifacético al ejecutar con maestría diversos instrumentos como: guitarra, bajo, percusión, marimba, xilófono y piano.
En su carrera artística viajó a diferentes países:
- Costa Rica con Julio Max Blanco
- El Salvador en 1948 integrando la "Orquesta Internacional Polillo" tocando el xilófono y cantando guarachas
- Venezuela  donde se integró a la orquesta "Billo's Caracas Boys".

Su más famoso bolero es la exquisita melodía nombrada "Sinceridad", que fuera grabada internacionalmente por primera vez por Lucho Gatica con el trío "Los Peregrinos", cuando este intérprete recién iniciaba su exitosa carrera musical y que gracias a este bolero recibió un gran impulso constituyéndose en una de las canciones más importantes de su carrera.  Otros artistas internacionalmente conocidos han interpretado versiones de esta romántica composición, entre los cuales se puede mencionar a: Marco Antonio Muñiz con "Los Tres Ases", María Martha Sierra Lima con "Los Hispanos", Eva Garza, Los Galos, Orlando Vallejo y el trío de Luisito Plá, la Orquesta Románticos de Cuba, Bienvenido Granda con el Conjunto Casino, Roberto Yanés, Los Tres Diamantes, Los Tecolines de México, Flor de María Medina, Joao Bosco (versión en portugués que apareció en la novela brasileña "Tieta"), Virginia López, entre otros. Algunos artistas internacionales en sus presentaciones en Nicaragua, como una deferencia a sus admiradores nicaragüenses, incluyen "Sinceridad" en su programa, como es el caso de José Luis Rodríguez "El Puma" y el pianista Raúl di Blasio.
También varios intérpretes nicaragüenses incluyen en su repertorio este bolero, entre los que se puede mencionar a: Argentina Ruiz "La dama del bolero" (fue la primera en grabarla), el Cuarteto Los Juglares, Norma Helena Gadea, Martha Vaughan, Octavio Borge, Sergio Tapia, César Andrade y Camerata Bach. 
Este bolero, "Sinceridad", por cuando logró una enorme proyección internacional y advierte sobre un valor fundamental para la humanidad que continúa vigente, pues, como dice su letra: "la esperanza [...] es la sinceridad", es considerado por muchos como el mejor bolero nicaragüense de todos los tiempos y tal vez uno de los mejores 100 de toda la historia de este género.
Otra composición importante, con una polémica historia, es la que realizara Gastón Pérez en una playa del pacífico nicaragüense, la cual tituló "Cuando Calienta El Sol En Masachapa", misma que vendió por unos cuantos córdobas, la cual posteriormente apareció grabada por los Hermanos Rigual con el título "Cuando Calienta El Sol" constituyéndose en el mayor éxito internacional de este trío, sin embargo, no se reconocieron los créditos de su compositor nicaragüense.
Gastón Pérez compuso otros temas que fueron interpretados con éxito por artistas internacionales, por mencionar algunos como: "Romance"; "Infiel" interpretado por el puertorriqueño Cheito González y grabado por el trío Los Panchos; "Noche De diciembre" grabada por primera vez en la voz de Felipe Pirela con la Billo's Caracas Boys de Venezuela, que posteriormente grabaran el colombiano-nicaragüense César Andrade y la intérprete de generaciones Marina Cárdenas.

## Muerte
Murió el 4 de febrero de 1962, a los 45 años de edad, siendo sepultado en medio de la asistencia de artistas nacionales e internacionales, músicos, compositores, escritores, políticos y todo el pueblo que le admiraba.
Sus restos reposan en el Cementerio General de Managua, su tumba es sencilla. Debe ser trasladado a la "Rotonda de los Ilustres" por parte de la Alcaldía de Managua y el Instituto Nicaragüense de Cultura (INC) a iniciativa de la Asociación de Artistas de Nicaragua "Rafael Gastón Pérez", la cual anualmente premia a los mejores artistas de ese país y que rinde homenaje a este compositor nicaragüense. Este galardón tiene como finalidad distinguir a los hombres y las mujeres que han dado lo mejor de sí a su patria y a la sociedad a través del arte y la cultura nacionales.
En 1982, en ocasión del 20 aniversario de su fallecimiento, el entonces Sistema Sandinista de Televisión de Nicaragua organizó un espectacular y exitoso festival llamado Festival de la Canción Romántica Nicaragüense "Rafael Gastón Pérez" del cual surgieron grandes talentos nicaragüenses, este festival continuó celebrándose anualmente y el ganador de cada año representaba a Nicaragua en el extinto Festival OTI de la Canción.  Con estos festivales, popularmente denominados "el Gastón", que incorporaban miles de asistentes y artistas de todo el mundo, Rafael Gastón Pérez alcanzó los honores más grandes que artista alguno, exceptuando Rubén Darío, haya recibido en Nicaragua.

## Principales Composiciones
- Sinceridad
- Infiel
- Romance
- Noche De diciembre
- Cuando Calienta El Sol En Masachapa (dada a conocer internacionalmente por los Hermanos Rigual con el título "Cuando calienta el sol")
- Yo No Le Creo A Gagarín
- Silencio De Amor
- María Adelina

## Enlaces
- Rafael Gastón Pérez y su legado
- Rafael Gastón Pérez, Compositor Nicaragüense (Blog dedicado a Rafael Gastón Pérez)
- Los Hermanos Rigual, Cuando calienta el sol
- Con Tanta Sinceridad
- Historia de tríos (enlace roto disponible en Internet Archive; véase el historial, la primera versión y la última).